# Джорджеску, Кэлин
Кэли́н Джордже́ску (рум. Călin Georgescu; род. 26 марта 1962, Бухарест) — румынский политический и государственный деятель, праворадикальный популист, известный своими пророссийскими взглядами .  

## Биография
Родился 26 марта 1962 года в Бухаресте, в семье Скарлата и Анеты Джорджеску. В 1986 году окончил Бухарестский университет сельскохозяйственных наук и ветеринарии, а в 1999 году получил докторскую степень в области почвоведения.
В 1990-х годах работал в министерстве окружающей среды и министерстве иностранных дел Румынии. С 2010 по 2012 год занимал должность специального докладчика по правам человека и опасным отходам Управления Верховного комиссара ООН по правам человека, а затем был президентом Европейского центра поддержки Римского клуба в Винтертуре (в 2013—2015 годах) и исполнительным директором Института глобального устойчивого индекса ООН в Женеве и Вадуце (в 2015—2016 годах).
Джорджеску трижды предлагался на пост премьер-министра в 2011, 2012 и 2016 годах. В 2020 году его кандидатуру предложил Альянс за союз румын, который только что вошёл в парламент после выборов в декабре 2020 года. Во время политического кризиса 2021 года, который привёл к отстранению от должности премьер-министра Флорина Кыцу, партия снова предложила его кандидатуру.
На президентских выборах 2024 года выдвинулся на пост главы государства как независимый кандидат. Одержал победу в первом туре и вышел во второй, запланированный на 8 декабря, вместе с Еленой Ласкони. Однако 6 декабря Конституционный суд аннулировал результаты первого тура, заявив, что необходимо обеспечить «правильность избирательного процесса» из-за информации о нелегальном финансировании агитационной кампании Кэлина Джорджеску и вероятного вмешательства со стороны Российской Федерации.
26 февраля 2025 года Джорджеску были предъявлены обвинения в подстрекательстве к действиям, направленным против конституционного строя, распространении ложной информации в рамках избирательной кампании, инициировании или создании организации фашистского, расистского или ксенофобского толка. Следствие считает, что близкий к Джорджеску военный инструктор Хорациу Потра основал фашистскую ксенофобскую организацию, участники которой подозреваются в совершении преступлений против конституционного строя, незаконном обороте оружия, а также публичной пропаганде культа лиц, виновных в актах геноцида. Автомобиль Джорджеску  остановила дорожная полиция, после чего он был доставлен в Генеральную прокуратуру. Мерой пресечения ему был избран судебный контроль на 60 дней — он остался на свободе, но ему были запрещены определенные действия.

Георгеску протестует вместе с Анамарией Гаврилэ и Джорджем Симионом 1 марта 2025 года.

Была назначена дата нового первого тура президентских выборов — 4 мая 2025 года. При этом желающие принять участие в президентских выборах должны были пройти всю процедуру регистрации кандидатур заново. 8 марта 2025 года Конституционный суд Румынии разрешил Джорджеску участвовать в предстоящих президентских выборах, отклонив иски против его регистрации. Однако 9 марта 2025 года десять из 14 членов центральной избирательной комиссии проголосовали за отказ Джорджеску в регистрации в качестве кандидата. В официальном заявлении утверждалось, что он не выполнил необходимые условия для участия в выборах и не гарантировал, что будет защищать демократию в Румынии. После этого Джорджеску подал апелляцию в Конституционный суд. 11 марта 2025 года Конституционный суд единогласно отклонил эту апелляцию. В сообщении, опубликованном на сайте Конституционного суда говорится: «Конституционный суд постановил, что отказ зарегистрировать кандидатуру лица, которое нарушило конституционные принципы и ценности, не ведет к бессрочному лишению данного лица права быть избранным на пост президента Румынии. Эти аспекты анализируются в каждом конкретном случае отдельно и имеют определенную временную обусловленность, связанную с цикличностью выборов и оценкой уважения кандидатом фундаментальных конституционных принципов и ценностей.»

## Политические взгляды
В ноябре 2020 года Джорджеску выступил с заявлением, в котором назвал диктатора и союзника Третьего рейха, Йона Антонеску, и лидера ультранационалистической «Железной гвардии» Корнелиу Зеля Кодряну героями, через которых «он прожил национальную историю, а не через лакеев глобалистских держав, которые сегодня временно руководят Румынией».
Некоторые СМИ критиковали Джорджеску за его пророссийские заявления, а некоторые даже считали его представителем российских интересов в Румынии. Это привело к его выходу из партии «Альянс за союз румын» в 2022 году. Джорджеску неоднократно критиковал Европейский союз и НАТО, называя установку системы противоракетной обороны в Девеселу «позором дипломатии». Также Джорджеску называл президента России Владимира Путина «человеком, который любит свою страну» и заявлял, что Румыния должна следовать «русской мудрости», назвав Украину «выдуманным государством», отрицая при этом свою «пророссийскую» позицию.

### Конспирология
Джорджеску является сторонником ряда теорий заговора. Он не верит в существование COVID-19 и полёт НАСА на Луну. Также он отрицает изменение климата и утверждал, что людей чипируют через газированные напитки, якобы они содержат наночипы, которые «входят в вас как в ноутбук».